# Sitamau (ciutat)
Sitamau és una ciutat i nagar panchayat de Madhya Pradesh, districte de Mandsaur. La població el 1901 era de 5.877 habitants i estava rodejada d'una muralla de set portes. Està situada a 24° 01′ N, 75° 21′ E / 24.02°N,75.35°E i consta al cens del 2001 amb una població de 12.889 habitants.
El seu nom era originalment Satamau (pel seu fundador, el cap mina Sataji; Satamau volia dir = Poble de Sata) des de la fundació el 1465, però es va corrompre a Sitamau; vers el 1500 va passar a mans dels gajmalod bhúmies que eren rajputs songares. Vers 1650 Mahes Das Rathor, pare de Ratan Singh (el fundador de l'estat de Ratlam) estava viatjant de Jhalor a Onkarnath quan es va haver d'aturar a Sitamau per malaltia de la seva dona que va morir en aquest lloc; va demanar als gajmalod bhúmies el permís per erigir una capella en la seva memòria, permís que li fou refusat; llavors els va convidar a una festa i traïdorament els va matar a tots i es va apoderar de Sitamau. La població va quedar vinculada a la seva família i va passar al seu fill Ratan Singh, que fou senyor de Sitamau i després raja de Ratlam. Quan el seu net Keshav Das va perdre Ratlam (confiscat per l'emperador el 1695), va conservar Sitamau i finalment li fou reconeguda per l'emperador junt amb algunes parganes el 1701. La residència del raja fou (1750-8120) Laduna, a uns 4 km de Sitamau, a tocar d'un dipòsit d'aigua, ja que la mateixa Sitamau quedava massa exposada als atacs marathes. Després de 1820 va retornar a ser capital del principat del seu nom.